# تفكك يوغوسلافيا
حدث تفكك يوغوسلافيا نتيجة سلسلة من الاضطرابات السياسية والصراعات خلال أوائل تسعينيات القرن الماضي. بعد فترة من الأزمات السياسية والاقتصادية في ثمانينيات القرن الماضي، انفصلت الجمهوريات المكونة لجمهورية يوغوسلافيا الاشتراكية الاتحادية، لكن تسببت القضايا العالقة في حروب يوغسلافية عرقية مريرة. أثرت الحروب في المقام الأول على البوسنة والهرسك، والأجزاء المجاورة من كرواتيا، وطال تأثيرها كوسوفو بعد عدة سنوات.
بعد انتصار الحلفاء في الحرب العالمية الثانية، ظهرت يوغوسلافيا في هيئة اتحاد مكون من ست جمهوريات، بحدود مرسومة على أسس عرقية وتاريخية: البوسنة والهرسك، وكرواتيا، وجمهورية مقدونيا الاشتراكية، والجبل الأسود، وصربيا، وسلوفينيا. بالإضافة إلى ذلك، أُنشئت مقاطعتان مستقلتان داخل صربيا: فويفودينا وكوسوفو. ضمت كل جمهورية فرعًا خاصًا بها من حزب رابطة الشيوعيين في يوغوسلافيا بالإضافة إلى وجود نخبة حاكمة، وتم تسوية أي توترات على المستوى الاتحادي. حقق النموذج اليوغوسلافي للتنظيم الحكومي بالإضافة إلى «الحل الوسطي» -بين الاقتصاد المخطط والليبرالي- نجاحًا نسبيًا، وشهدت البلاد فترة من الازدهار الاقتصادي الكبير والاستقرار السياسي النسبي حتى الثمانينيات، تحت حكم الرئيس مدى الحياة جوزيف بروز تيتو. أصبح نظام الحكومة الفيدرالية المضعف بعد وفاة تيتو في عام 1980، عاجزًا عن مواجهة التحديات الاقتصادية والسياسية المتصاعدة.
في ثمانينيات القرن العشرين، بدأ ألبان كوسوفو يطالبون بمنح إقليمهم المتمتع بالحكم الذاتي صفة جمهورية تأسيسية، انطلاقًا من احتجاجات عام 1981. بقيت حدة التوترات العرقية بين الألبان وصرب كوسوفو مرتفعة على مدار العقد كله، ما أدى إلى نمو المعارضة الصربية في جميع أنحاء يوغوسلافيا ضد الاستقلال الذاتي المتزايد للمقاطعات وعدم فعالية نظام الإجماع على المستوى الاتحادي، الذي نُظر إليه على أنه عقبة أمام المصالح الصربية. تولى سلوبودان ميلوشيفيتش السلطة في صربيا في عام 1987، واكتسب عبر سلسلة من الحركات الشعبية سيطرة فعلية على كوسوفو وفويفودينا والجبل الأسود، وحصلت سياساته المركزية على دعم صربي كبير. واجه ميلوشيفيتش معارضة زعماء الأحزاب في جمهوريتي سلوفينيا وكرواتيا الغربية، الذين دعوا أيضًا إلى المزيد من الديمقراطية في البلاد بما يتماشى مع ثورات 1989 في أوروبا الشرقية. حُلَّت رابطة شيوعيي يوغوسلافيا في يناير 1990 على غرار الهيئات الفيدرالية. أصبحت المنظمات الشيوعية الجمهورية بمثابة الأحزاب الاشتراكية المنفصلة.
خلال عام 1990، خسر الاشتراكيون (الشيوعيون سابقًا) السلطة لصالح الأحزاب الانفصالية العرقية في أول انتخابات متعددة الأحزاب أجريت في جميع أنحاء البلاد، باستثناء صربيا والجبل الأسود، حيث فاز ميلوشيفيتش وحلفاؤه. زادت حدة الخطاب القومي من جميع الأطراف. بين يونيو 1991 وأبريل 1992، أعلنت أربع جمهوريات الاستقلال (بقيت صربيا والجبل الأسود فقط فيدرالية)، لكن لم تُحلّ مسألة الإثنيين الصرب خارج صربيا والجبل الأسود، ومسألة الكروات الإثنيين خارج كرواتيا. نشبت الحروب اليوغوسلافية بعد سلسلة من الحوادث العرقية، إذ بدأت في كرواتيا أولًا، ثم في البوسنة والهرسك ذات التنوع العرقي. خلفت الحروب أضرارًا اقتصادية وسياسية طويلة الأمد في المنطقة، إذ استمر أثرها هناك بعد عقود من الزمن.

## الأسباب

### المشاكل البنيوية
تكونت جمهورية يوغوسلافيا الاشتراكية الاتحادية من ثمانية كيانات فيدرالية، مقسمة تقريبًا على أسس عرقية، بما في ذلك ست جمهوريات:
- البوسنة والهرسك.
- كرواتيا.
- مقدونيا.
- الجبل الأسود.
- صربيا.
- سلوفينيا.

ومقاطعتين مستقلتين داخل صربيا.
- فويفودينا.
- كوسوفو.

مع دستور عام 1974، استُبدلت الرئاسة اليوغوسلافية بمنصب رئيس يوغوسلافيا، وهي رئاسة جماعية مؤلفة من ثمانية أعضاء يمثلون ست جمهوريات، وبشكل مثير للجدل، مقاطعتين تتمتعان بالحكم الذاتي في جمهورية صربيا الاشتراكية، وهما مقاطعة كوسوفو الاشتراكية ذات الحكم الذاتي ومقاطعة فويفودينا الاشتراكية ذات الحكم الذاتي.
منذ تشكيل الاتحاد اليوغوسلافي الاشتراكي عام 1945، تضمنت جمهورية صربيا التأسيسية الاشتراكية (إس آر صربيا) مقاطعتي الحكم الذاتي الاشتراكي كوسوفو وفويفودينا. تقلص نفوذ الحكومة المركزية في صربيا ضمن المقاطعات إثر دستور عام 1974، ما أعطى هذه المقاطعات الحكم الذاتي الذي طال انتظاره. واجهت حكومة جمهورية صربيا الاشتراكية صعوبات في عملية اتخاذ القرارات المُطبّقة على المقاطعات وتنفيذها. امتلكت المقاطعات ممثلين عنها في الرئاسة اليوغوسلافية، وهذا ما لم يصب دائمًا في مصلحة صربيا. ظهرت حالة من الاستياء في صربيا إثر هذه التطورات، التي اعتبرتها الشريحة القومية من العامة «تقسيمًا لصربيا». لم يؤجج دستور عام 1974 المخاوف الصربية من فكرة «صربيا ضعيفة، من أجل يوغوسلافيا قوية» فحسب، بل ضرب أيضًا المشاعر القومية الصربية في الصميم. رأى غالبية الصرب في كوسوفو «مهدًا للأمة»، ولم يتقبلوا احتمال خسارتها للأغلبية الألبانية.
في محاولة منه لتخليد إرثه، أنشأ دستور تيتو لعام 1974 نظامًا للرئاسة تمتد فترتها لمدة عام واحد، على أساس التناوب بين قادة الجمهوريات والمقاطعات المتمتعة بالحكم الذاتي. أظهرت وفاة تيتو عدم فعالية هذه الولايات الرئاسية القصيرة الأمد إلى حد كبير. وتركت فراغًا جوهريًا في السلطة استمر وجوده لمعظم ثمانينات القرن الماضي.